# بيل بيلامي
بيل بيلامي (بالإنجليزية: Bill Bellamy)‏ هو ممثل أمريكي، ولد في 7 أبريل 1965 بنيوآرك في الولايات المتحدة.

## أعمال

### مسلسلات
- كاسل

## وصلات خارجية
- بيل بيلامي على موقع IMDb (الإنجليزية)
- بيل بيلامي على موقع ألو سيني (الفرنسية)
- بيل بيلامي على موقع ميوزك برينز (الإنجليزية)
- بيل بيلامي على موقع أول موفي (الإنجليزية)
- بيل بيلامي على موقع قاعدة بيانات الأفلام السويدية (السويدية)
- بيل بيلامي على موقع إن إن دي بي (الإنجليزية)
- بيل بيلامي على موقع قاعدة بيانات الفيلم (الإنجليزية)
- بيل بيلامي على موقع كينوبويسك (الروسية)